# 太田恒太郎
太田 恒太郎（おおた こうたろう 1977年10月21日 - ）は、元SBC信越放送アナウンサー・気象予報士。現在はグローリー株式会社勤務。

## 経歴
長野県長野市出身。長野県長野高等学校、早稲田大学理工学部応用物理学科卒業。NHKの技術職を経て、2002年SBCにアナウンサーとして入社。
2006年より、気象予報士として活動している。気象予報士の他に、ファイナンシャルプランナーや陸上無線技術士、MBA（信州大学）などの資格を持つ。

## 過去の担当番組
ラジオ
- わいわいワイドラジオの王様レポーター（2003年4月～2004年3月）
- モーニングワイド　ラジオJ パーソナリティー（2004年4月～2006年3月）

テレビ
- Uパレード レポーター（2002年10月～2006年3月）
- Uパレード 気象コーナー（2006年4月～2006年8月）
- あなたにeメール（デジ太郎としての出演）